# باري كوكس
باري كوكس (بالإنجليزية: Barry Cox)‏ هو لاعب دوري الرغبي أسترالي، ولد في 1 مايو 1949.